# ブレッドルフ
ブレッドルフ (ドイツ語: Breddorf) は、ドイツ連邦共和国ニーダーザクセン州のローテンブルク（ヴュンメ）郡に属す町村（以下、本項では便宜上「町」と記述する）で、ザムトゲマインデ・タルムシュテットを構成する町村の一つである。

## 地理
ブレッドルフには近郊型保養地スヴェッテ・フラーゲがある。

### 自治体の構成
首邑のブレッドルフ集落の他にハンシュテット集落がこの町に属す。

## 歴史
ブレッドルフは1236年に初めて文献に記録されている。

## 行政

### 議会
この町の議会は11議席からなる。

## 引用
1. ↑  Landesamt für Statistik Niedersachsen, LSN-Online Regionaldatenbank, Tabelle A100001G: Fortschreibung des Bevölkerungsstandes, Stand 31. Dezember 2023